# Espagnolopsis breviptera
Espagnolopsis breviptera är en insektsart som beskrevs av Perez-gelabert, Hierro och D. Otte 1997. Espagnolopsis breviptera ingår i släktet Espagnolopsis och familjen Episactidae. Inga underarter finns listade i Catalogue of Life.